# Anton Ferdinand Schaller
Ne doit pas être confondu avec Anton Schaller.
Pour les articles homonymes, voir Schaller.

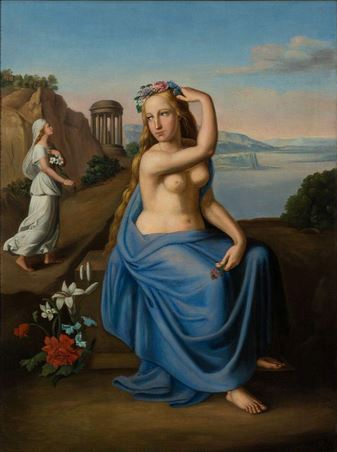
Allégorie du printemps.

Anton Ferdinand Schaller, né le 6 mars 1773 à Vienne et mort le 26 septembre 1844 dans la même ville, est un portraitiste, miniaturiste et peintre sur porcelaine autrichien.

## Biographie
Anton Ferdinand Schaller naît le 6 mars 1773 à Vienne. Il est le frère de Johann Nepomuk Schaller, et le père d'Eduard et de Ludwig (de). Il travaille à la Manufacture de porcelaine de Vienne. L'albertina de Vienne conserve de lui des dessins. Il est professeur d'anatomie à l'Académie de Vienne.
Anton Ferdinand Schaller meurt le 26 septembre 1844 dans sa ville natale.